# Chasing After Shadows… Living with the Ghosts
Chasing After Shadows… Living with the Ghosts — альбом американской пост-рок/эмбиент группы Hammock, выпущен 18 мая 2010 года на собственном лейбле Hammock Music.
На песню «Breathturn» режиссёром Дэвидом Альтобелли (англ. David Altobelli) был снят музыкальный клип.

## Оформление альбома
В оформлении альбома использованы фотографии, сделанные фотографом Томасом Петилло (англ. Thomas Petillo). Макет и дизайн — Эндрю Томпсон.

## Список композиций
| №   | Название                              | Длительность |
| --- | ------------------------------------- | ------------ |
| 1.  | «The Backward Step»                   | 4:58         |
| 2.  | «Tristia»                             | 5:53         |
| 3.  | «Little Fly/Mouchette»                | 5:47         |
| 4.  | «Breathturn»                          | 6:00         |
| 5.  | «In the Nothing of a Night»           | 8:48         |
| 6.  | «Andalusia»                           | 7:42         |
| 7.  | «The Whole Catastrophe»               | 3:52         |
| 8.  | «The World We Knew as Children»       | 5:39         |
| 9.  | «Dust Is the Devil’s Snow»            | 6:43         |
| 10. | «How Can I Make You Remember Me?»     | 4:56         |
| 11. | «You Lost the Starlight in Your Eyes» | 9:15         |
| 12. | «Something Other than Remaining»      | 3:11         |

## Участники записи
- Matt Slocum — виолончель
- Jim DeMain — мастеринг
- Derri Daugherty — микс
- Christine Glass Byrd — вокал (1-я композиция)
- Love Sponge Orchestra — струнные, рожок
- Steve Hindalong, Ken Lewis — ударные, перкуссия